# Doofstom
Doofstom is een term die in het verleden werd gebruikt voor mensen die prelinguaal doof zijn en daarnaast niet of slecht verstaanbaar kunnen spreken. Die slechte verstaanbaarheid wordt vaak veroorzaakt doordat een doof of slechthorend persoon al lange tijd of zelfs vanaf geboorte zichzelf niet hoort spreken en ook niet iemand anders heeft horen spreken. De term is niet meer gangbaar vanwege de negatieve connotatie.

## Gebruik
In het verleden was "doofstom" (en ook het Engelse equivalent "deaf and dumb") een algemeen geaccepteerde term, maar tegenwoordig wordt hij meer en meer gezien als inaccuraat, politiek incorrect of zelfs beledigend. Al sinds de oudheid wordt de term vaak in verband gebracht met "achterlijk" of "verstandelijk beperkt". Tegenwoordig betekent het woord "stom" niet alleen "zwijgzaam" meer maar vooral "dom", en dat geldt ook voor het Engelse "dumb". 
Er is geen verband tussen doofheid en beperkte verstandelijke vermogens. Bovendien impliceert "doofheid" niet dat er geen stemgeluid kan worden voortgebracht, sterker nog, met modern onderwijs kan een vroegdove leren spreken, al kan dat moeizaam zijn en zijn doven voor horende personen moeilijker verstaanbaar. Van stomheid is echter geen sprake: het spraakapparaat is volledig functioneel. De term houdt ook geen rekening met gebarentaal als volwaardig communicatiemiddel voor doven. 
Daar waar doofheid als beperking bestaat in combinatie met andere beperkingen (bijvoorbeeld in syndromen), kunnen die beperkingen specifiek worden benoemd. Vandaag de dag wordt bij voorkeur alleen de term "doof" gebruikt.

## Geschiedenis
De term "doofstom" verscheen voor het eerst in de Codex Hammurabi, een oude set wetten uit ongeveer 1700 voor Christus. De term komt ook voor in oude Griekse geschriften uit de zevende eeuw voor Christus.

## Doofstomheid in kunst en literatuur
- De term doofstom wordt gebruikt in The Catcher in the Rye om iemand te omschrijven die nooit zijn mening uit of meningen van anderen wil horen, en zo geïsoleerd raakt van de wereld.
- Chief Bromden, uit One Flew Over the Cuckoo's Nest, wordt door velen gezien als doofstom, maar kan in werkelijkheid wel horen en spreken.
- In de film Babel wordt het personage Chieko Wataya, gespeeld door Rinko Kikuchi, in de ondertiteling vaak omschreven als doofstom. Het is onbekend of de ondertiteling deze term letterlijk uit het Japans vertaalt, of dat sprake is van een verbastering van het Japanse woord voor doof.
- Het personage Singer uit de roman The Heart Is a Lonely Hunter, geschreven in 1940, wordt een aantal keer omschreven als 'doofstom'.
- Het personage Zorro wordt in veel werken vaak bijgestaan door een 'doofstom' hulpje genaamd Bernardo.